# Vårpurpurmal
Vårpurpurmal, Eriocrania semipurpurella, är en fjärilsart som beskrevs av James Francis Stephens 1835. Vårpurpurmal ingår i släktet Eriocrania och familjen purpurmalar, Eriocraniidae. Vårpurpurmal är reproducerande i både Sverige och Finland och enligt respektive rödlista är arten livskraftig, LC i båda länderna. Två underarter finns listade i Catalogue of Life, Eriocrania semipurpurella pacifica Davis, 1978 och Eriocrania semipurpurella semipurpurella (Stephens, 1835).

## Utseende
Vårpurpurmal har purpurglänsande bronsbruna framvingar med svagt eller inget nätmönster och med en fläck av varierande form på bakkanten. De har brungrå fransar, men är ljusare vid bakkantsfläcken. Vingspannet är ca 9–16 mm. Bakvingarna är brungrå, aningen ljusare vid basen och purpurglänsande i spetsen. Större delen av bakvingarna är håriga, egentligen är det hårlika fjäll, medan det vid vingspetsen finns breda avlånga fjäll. Behåringen på huvudet (hårlika fjäll) är mörkt brungrå med inblandade smutsvita hår hos hanen, medan honan har smutsvita hår med enstaka mörka hår inblandat. Antennerna är svartbruna och är hos hane ungefär tre femtedelar så långa som en framvinge.
Larven är vitaktig med svart eller gulbrunt huvud och med en stor mörk fläck på första mellankroppssegmentet.
Vårpurpurmal är mycket lik arten tvillingpurpurmal, Eriocrania sangii. Så lik att genitalierna måste undersökas för att säkert kunna skilja arterna åt.

## Levnadssätt
Vårpurpurmal flyger som namnet hintar, tidigt på säsongen, redan i mars, och är först ut av purpurmalarna.  förekommer i många olika miljöer. Den  flyger från mars till början, mitten av maj.  Artens världväxt är björk, Betula spp honan lägger ägg i bladspetsar, ett blad per ägg. Larven gör en fläckmina i bladet. Minorna går att hitta från maj, juni, (juli längre norr ut) tills bladen faller till marken.

## Utbredning
Vårpurpurmal förekommer i hela Sverige och är också vanlig i övriga Norden och upp till Norra ishavet. Den saknas på Island. Utbredningen i Världen utgör hela Holarktis.

## Bildgalleri

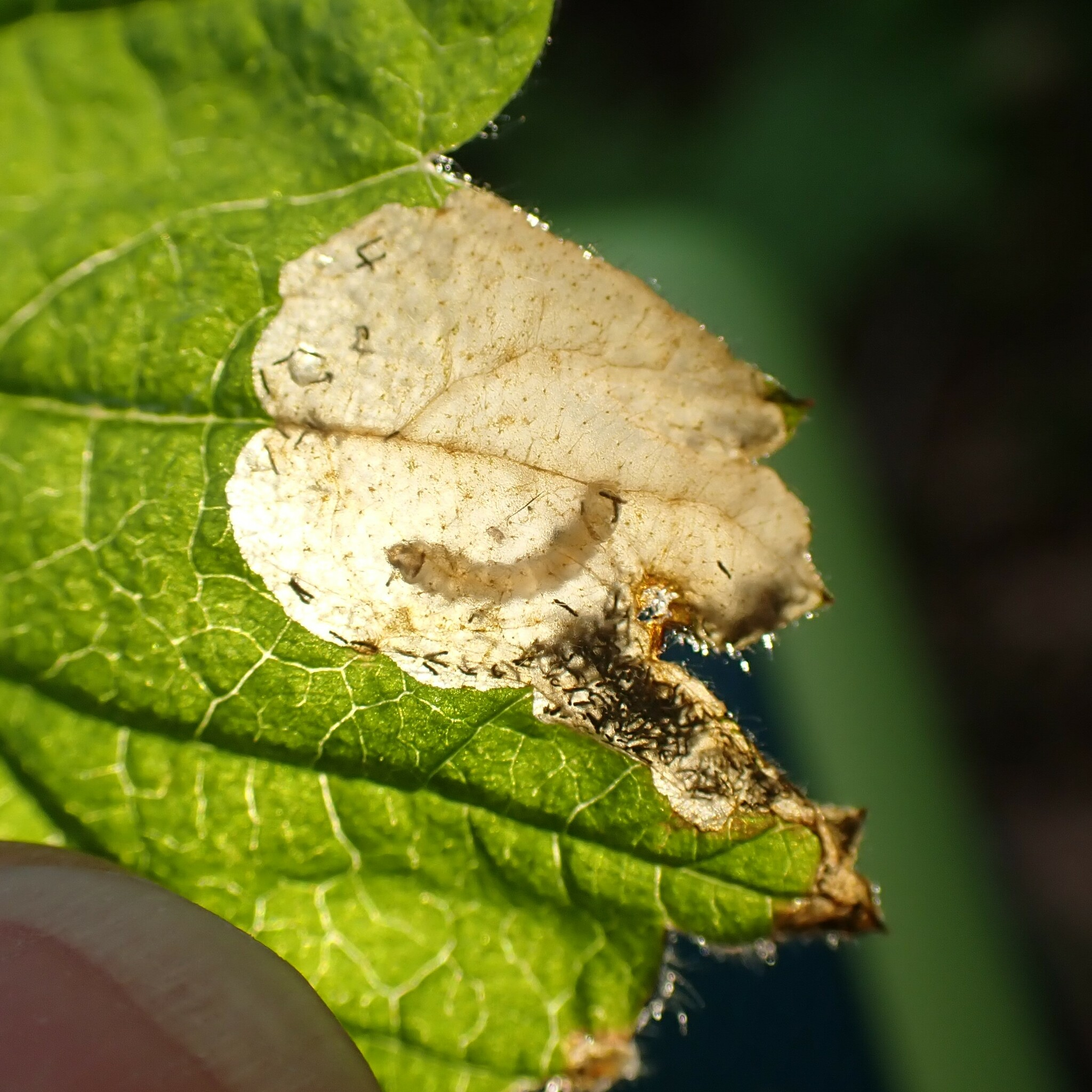
Vårpurpurmalens mina på ett björklöv.
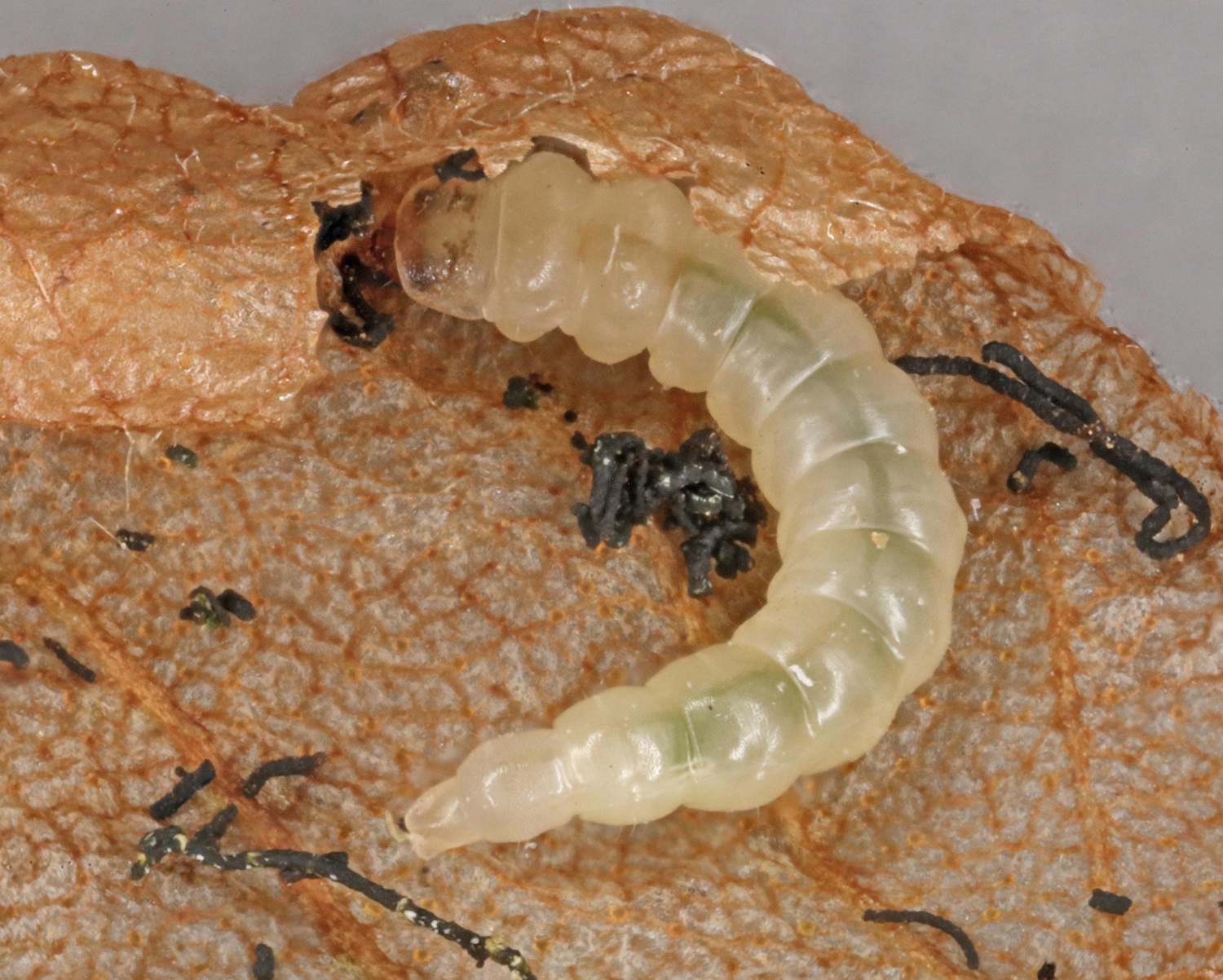
Fjärilens larv
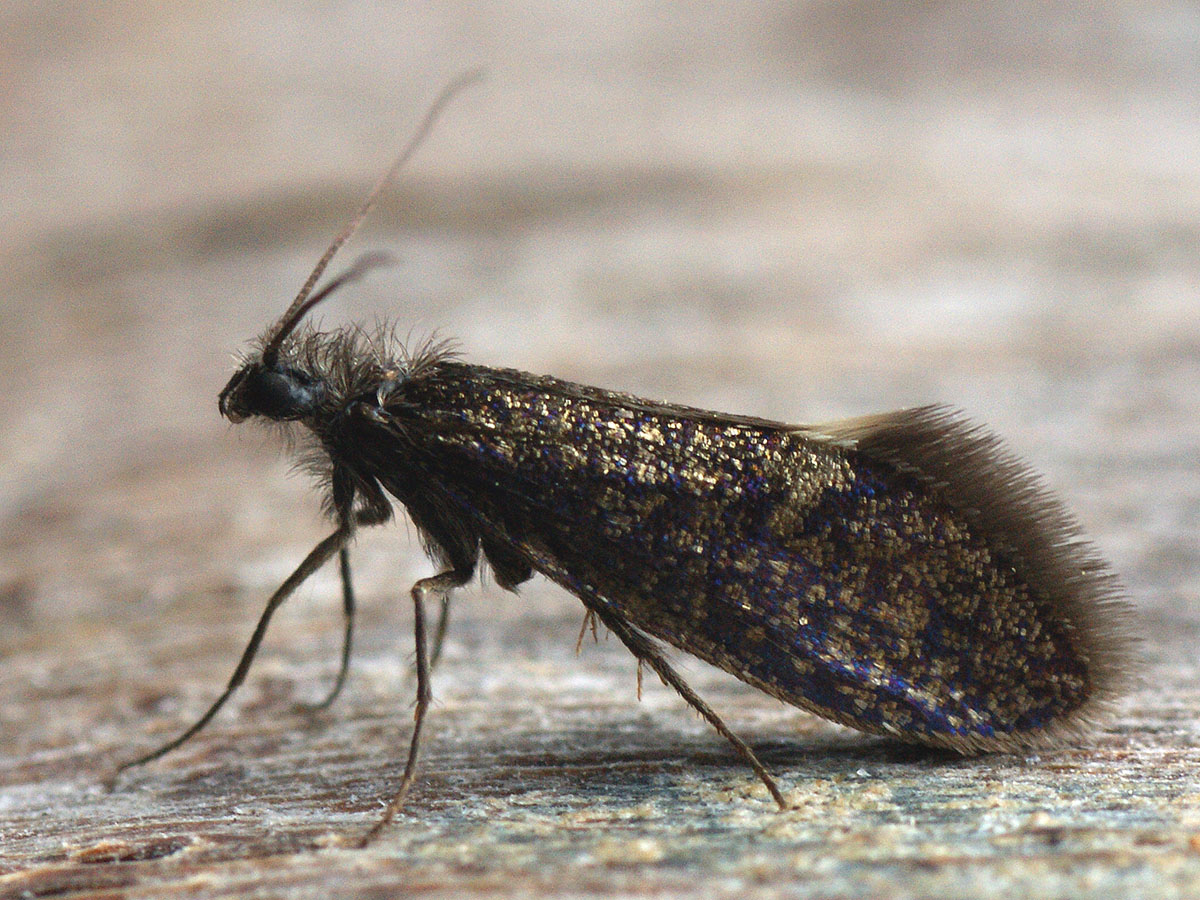
Imago fjäril
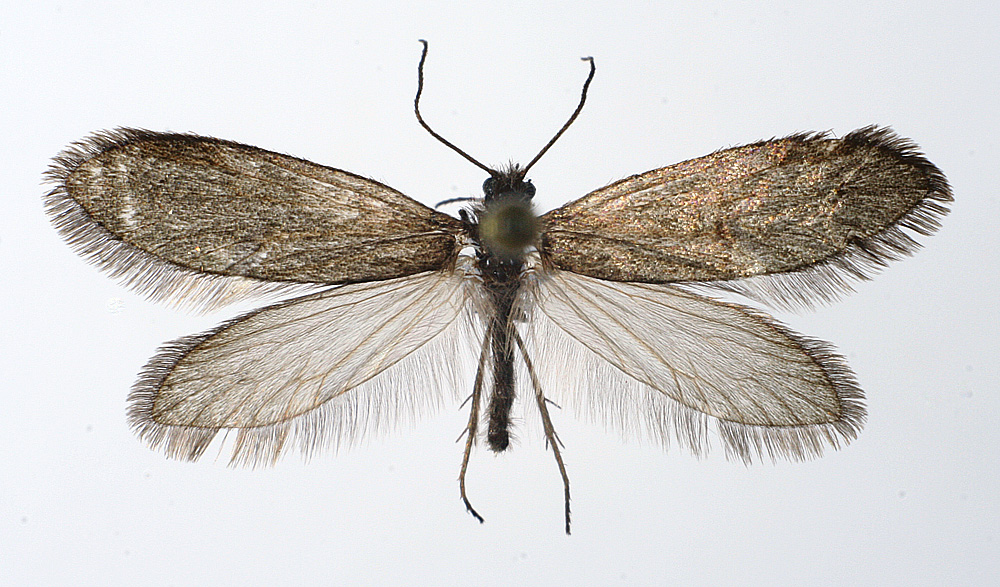
Preparerad (uppnålad) imago fjäril.